# San Vicente (Santa Fe)
San Vicente es una ciudad localizada en el departamento Castellanos, provincia de Santa Fe, Argentina, a la vera de la RN 34 y a 50 km al sur de la ciudad cabecera departamental de Rafaela; a 103 km de la  capital provincial; a 183 km de Rosario y a 475 de la ciudad de Buenos Aires, Capital Federal.

## Historia
- 1853 – Tras la promulgación de la Constitución, comienza la inmigración.
- 1856 – llegan 200 familias, fundando Esperanza.
- 1859 – Se reorganiza la Iglesia, creándose el "Vicariato Apostólico de Paraná", donde la provincia de Santa Fe era de su jurisdicción. La autonomía se consigue en 1897 por la creación de la diócesis de Santa Fe. La colonización avanzó desde Esperanza hacia el sur (San Carlos, 1859)
- 1870 – Cañada de Gómez
- 1871 – Epidemia nacional de Fiebre Amarilla.
- 1875 – Teodelina, Pilar y San Javier
- 1876 – Se incentiva la inmigración con la "ley de tierras, inmigración y colonización". Llegada la colonización a Pilar, la tierra paupérrima de la "Cañada del Arroyo Las Prusianas" detuvo un tiempo el avance al oeste, pero al superar ese obstáculo con la fundación en 1881 de Bella Italia, Susana, Aurelia y Rafaela el proceso se acelera, y si la colonización tardó 25 años en llegar de Esperanza al arroyo, en cinco recorrió una distancia similar hacia el oeste con muchas nuevas Colonias.
- 1882 – Plaza Clucellas, Saguier y Presidente Roca.
- 1883-1884 Terrible epidemia de cólera. Se crea el Departamento Las Colonias (que abarcaba los actuales Dtos. Castellanos, San Cristóbal y el sur de 9 de julio hasta el río Salado)
- 1883 – Lehmann, María Juana, Bauer, San Vicente (19 de julio: Bernardo Iturraspe) (firma Iturraspe-Gálvez, creadores de pueblos) forma el pueblo, en lotes adquiridos a Mariano López, que los comprara al Gobierno de la Provincia de Santa Fe.
- 1884 – Ataliva, Colonia Cello, Egusquiza, Humberto Iº, Colonia Iturraspe, y Margarita
- 1885 – Santa Clara de Saguier, Vila, Aldao, Castellanos y Colonia Raquel
- 1886 – Sunchales, Angélica y Josefina

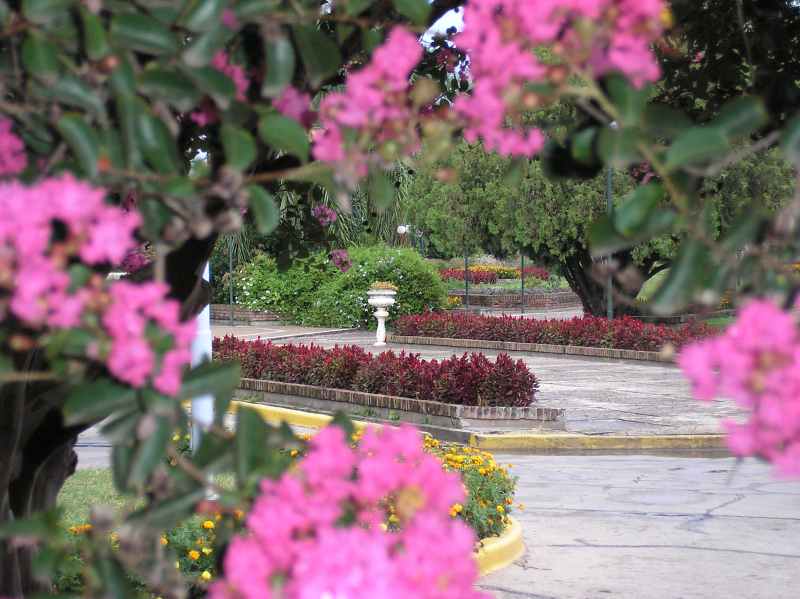
San Vicente, y flores en la Plaza

- 1908: Creación de la Comuna, el 17 de mayo.
- 2021: Cambió de Comuna a Municipalidad, el 10 de diciembre.

## Cuna de la Cosechadora
La producción de cosechadoras/trilladoras fue y sigue siendo el principal motor del crecimiento y evolución de la localidad. Se dice que en San Vicente nació la primera máquina cosechadora de Sudamérica. Llegaron a existir cuatro fábricas, las dos más importantes fueron Senor y Bernardín, a las que se agregaron las de Boffelli y de Flamini.
Juan y Emilio Senor fabricaron la primera cosechadora en 1920 y diez años más tarde ya había 155 cosechadoras Senor trabajando en el país. La empresa creció de tal manera que en 1986 tiene 400 obreros y empleados, otros 600 que trabajan en empresas subsidiarias y 100 agentes distribuidos en el país. Con numerosas crisis en la época de los 80 la empresa entra en bancarrota y cierra definitivamente en 1987.
En el año 1925, surge Bernardín empresa pionera en Sudamérica en la fabricación de cosechadoras de granos y otra maquinaria agrícola, de la mano de su fundador, Don Andrés Bernardín. A diferencia de la fábrica Senor, gestionada siempre por la familia, Bernardín es una sociedad con fines industriales: Bernardín y Cía. S.R.L., que cambiará su constitución varias veces. Realiza su mejor producción en 1978 con 498 máquinas; en 1979 llega a tener 271 obreros y empleados. Luego de pasar por diversas etapas con altibajos económicos a principios de los 90 la fábrica suspende sus actividades. Resurge nuevamente a fines de los 90 y desde el año 2003 continua sus actividades hasta la actualidad a través de la firma Bernardín/Tanoni ACE, formada por Agroindustrial San Vicente S. A. y Tanoni Hnos. S. A.

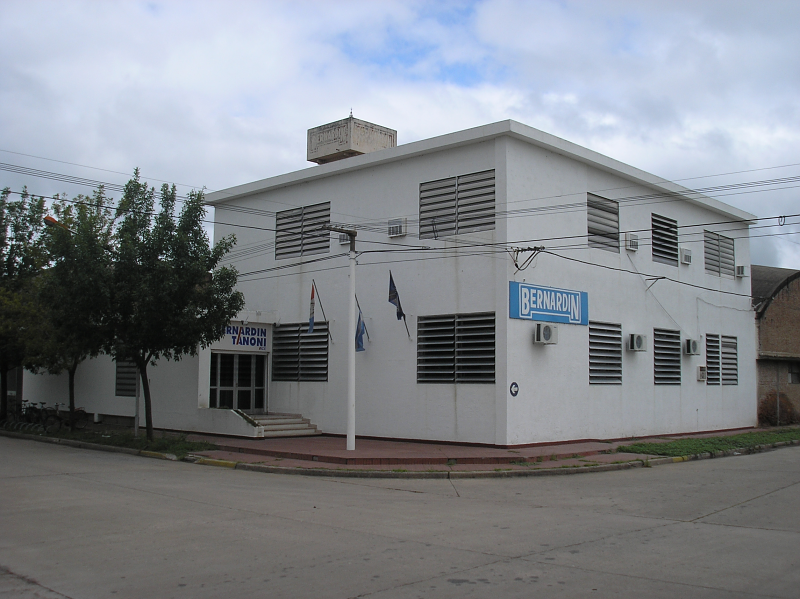
Oficinas administrativas de la actual fábrica de cosechadoras Bernardín

## Miscelánea
Un pueblo con historia, cuna de la Cosechadora Argentina, ya que en este lugar se instaló la primera fábrica de cosechadoras de Sudamérica en el año 1921. Cabe destacar que en la zona entre ese año y 1960 fueron 24 las fábricas dedicadas a ese rubro.
Hoy sus bulevares y amplias calles, perfectamente trazadas e iluminadas, son embellecidas por plantas decorativas y especies arbóreas de coloridas floraciones durante todo el año. Hacen un maravilloso conjunto con su Plaza "Hipólito Yrigoyen", lo que la constituye en un verdadero "Jardín Departamental" dotada de una importante Terminal de Colectivos, Anfiteatro, Fuente del Centenario, Parque Infantil, Monumentos a la Madre, al Inmigrante, al Hermanamiento con Marene (provincia de Cúneo, Italia) a los héroes de nuestra Historia San Martín y Belgrano.
Con mucho orgullo recuerdan que por Decreto Comunal se lo denomina "Cuna de la Cosechadora Argentina", en mérito a ser sede oficial de la Fiesta Nacional de dichos implementos Agrícolas, que en 1921 fabricaran en esta localidad los Señores Juan y Emilio Senor, la Primera Máquina Cosechadora de Sud América.

## Actividades culturales
Durante los meses de primavera y verano, se realizan numerosos espectáculos en el anfiteatro "Rubén Dei-Cas". Los mismos varían desde festivales hasta actos de fin de ciclo lectivo de las diferentes instituciones.
Los eventos anuales preestablecidos son: Fiestas Patrias del 25 de mayo, 20 de junio y 9 de julio. las dos primeras se realizan en el anfiteatro y la última en el playón de la Plaza Hipólito Yrigoyen. A las mismas concurren todas las comunidades educativas de la localidad, talleres comunales, instituciones locales, agrupaciones y público en general, mientras que la última es un Encuentro Provincial de Centros Tradicionalistas, al que asiste gente de distintos sitios de la Provincia en forma masiva, constituyéndose en atractivo zonal.
Otro motivo importante de congregación para público de distintas localidades es la Fiesta Nacional de la Cosechadora, que se realiza en el mes de septiembre, en las instalaciones del Club Atlético Brown.

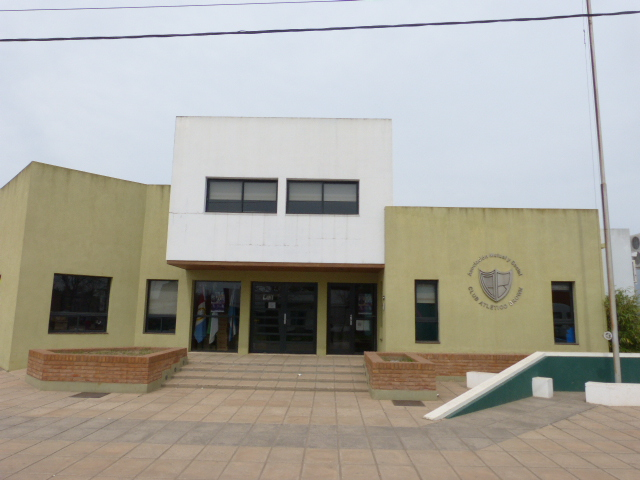
Frente del club Brown de San Vicente

La infraestructura disponible en esta localidad, para llevar a cabo actos culturales, es la siguiente: Anfiteatro "Rubén Dei Cas" (aire libre), Salón Cultural Comunal "Presidente Sarmiento", Casa de la Cultura, Salones de Actos de las distintas Escuelas e Institutos, Salón de usos múltiples de la Asoc. Mutual y Social Club Atlético Brown.

### Talleres comunales
Se cuenta con talleres en pleno funcionamiento de: Coro Polifónico, Porcelana en frío, Italiano, Ritmos Latinos, Decomanualidades, Tango, Banda Sinfónica Comunal, Teatro para Niños y Adultos, Danzas Folclóricas y Contemporáneas, Ritmos Latinos, Dibujo artístico, Pintura, Taller Literario, Origami, Tejido, Costura, Canto y Guitarra. Estas actividades se desarrollan en el Anfiteatro "Rubén Dei-Cas", en la Casa de la Cultura y en el Salón Pte. Sarmiento.

## Biblioteca Comunal "Mariano Moreno"
Es el único organismo del tipo a nivel popular, que dispone esta localidad, en beneficio de sus habitantes, cuenta con aproximadamente 22.000 volúmenes de consulta y lectura general.

## Santo Patrono
- San Vicente de Paul — Festividad: 27 de septiembre

## Hermanamiento
Hermanamiento con Marene (Cúneo, Italia)

## Lugares interesantes
- Paseo Brown Cinema 3D Digital
- Ayres Hotel San Vicente
- Hotel Horus

## Medios de Comunicación
- San Vicente Cable y Telecomunicaciones S.R.L (CABLENET)
- LRM720 FM Horizonte 96.1
- FM 93.5 - Radio San Vicente
- FM Fusión 88.3

## Fiestas
- Auténtico Bingo Brown San Vicente
- Fiesta del Deporte Automotor
- Fiesta Nacional de la Cosechadora (FI.NA.CO.)
- Fiesta Interprovincial de Teatro Popular "El Interior Late"

## Personalidades
- Farmacéutico José Mario Fallótico, inventor del bastón blanco para ciegos.
- Alejandro Fantino, relator deportivo, conductor radial y televisivo.
- Matías Manna, Licenciado en Periodismo y Director Técnico de Fútbol. Formó parte del Cuerpo Técnico de la Selección de Fútbol de Argentina Campeona de la Copa Mundial de Fútbol de 2022 en Catar.

## Medios de transporte
Terrestre
Desde: Rosario, por la Ruta N°34 a San Vicente.
Desde: Buenos Aires, por la Ruta N°9 hasta Rosario, luego la Ruta N°34 a San Vicente.
Desde: Córdoba, por la Ruta N°19 y luego por la Ruta N°34 hasta San Vicente.
Desde: La Patagonia este, por la Ruta N°3 hasta Bahía Blanca (Provincia de Buenos Aires) y luego tomar la Ruta N°33, N°65, N°188 y en Pergamino tomar la N°32, hasta Rosario y por la Ruta N°34 a San Vicente.
Autobús
Hay servicios desde la Capital Federal, Rosario, Santa Fe Capital, Gran Buenos Aires y el interior del país a San Vicente.
Tren
Hay trenes hasta Rafaela, Provincia de Santa Fe, desde Retiro en Capital Federal.
Avión
Desde Buenos Aires y algunas ciudades del interior del país al Aeropuerto Rosario, Santa Fe y Paraná (Entre Ríos).

## Parroquias de la Iglesia católica en San Vicente
| Diócesis  | Rafaela             |
| --------- | ------------------- |
| Parroquia | San Vicente de Paul |